# Ереванский зоопарк
Ереванский зоологический парк (арм: Երևանի կենդանաբանական այգի) — зоопарк в городе Ереване (столица Армении).

## Описание
К началу 2019 года зоопарк насчитывал 720 животных 125 видов. В 2018 году родилось 11 и было приобретено 19 млекопитающих.
Поступления в бюджет в 2018 году: 489 млн драм, из них — 310 млн драм из государственного и/или общинного бюджета республики.

## История
Строительные работы начались в 1941 году и были завершены в 1950 году (во время Великой Отечественной войны строительство было приостановлено).
Один из авторов планировки зоопарка — архитектор Григорий Агабабян.
14 июня 1991 года на территорию зоопарка упал вертолёт Ми-8, перед этим столкнувшийся в воздухе с проводами ЛЭП. После падения машина взорвалась и сгорела, погибли три члена экипажа. На земле никто не пострадал, частично разрушена металлическая ограда.

## Виды животных
Отряд Хищные:
- Амурский тигр
- Африканский лев
- Бурый медведь
- Бенгальский тигр
- Гималайский медведь
- Пятнистая гиена
- Серый волк
- Сурикат
- Сирийский бурый медведь
- Леопард
- Нильский крокодил
- Ягуар
- Камышовый кот

Отряд Хоботные:
- Азиатский слон

Отряд Парнокопытные:
- Армянский муфлон
- Альпака
- Гривистый баран
- Двугорбый верблюд
- Олень Давида
- Пятнистый олень
- Благородный олень
- Лама
- Муфлон

Отряд Непарнокопытные
- Лошадь Пржевальского
- Зебра Греви
- Шетлендский пони

Отряд Бегемотовые:
- Гиппопотам

Отряд Приматы:
- Кошачий лемур
- Гамадрил
- Боливийский саймири
- Мандрил

Отряд Двурезцовые сумчатые
- Кенгуру

Птицы:Отряд Аистообразные:
- Белый аист

Отряд Гусеобразные:
- Серая утка
- Нильский гусь
- Кряква
- Чёрный лебедь
- Лебедь-шипун

Отряд Фазановые:
- Серебряная лофура
- Алмазный фазан
- Золотой фазан

Отряд Попугаеобразные:
- Радужный лорикет
- Скалистый попугай

Отряд Ястребиные:
- Американская чёрная катарта
- Бородач
- Белоголовый сип
- Орёл-карлик
- Степной орёл
- Чёрный гриф

Отряд Рептилии:
- Иероглифовый питон
- Светлый тигровый питон
- Парагвайская анаконда

### Знаменитые животные
- Вова (слон)
- Грант (слон)

## Галерея
- Общий вид
- Слон Грант
- Чёрные лебеди
- Общий вид
- Зебра
- Альпака
- Лебеди
- Фазан
- Павлин
- Медведь
- Сибирский тигр
- Львица
- Олени